# 林寛子 (タレント)
林 寛子（はやし ひろこ、1959年〈昭和34年〉10月16日 - ）は、日本の歌手、女優、タレント、元子役。
東京都大田区出身。身長156cm。血液型はB型。堀越高等学校卒業。
元夫は俳優・歌手・映画プロデューサーの黒澤久雄。1男2女が生まれ、長女は元女優の黒澤優、次女は元歌手の黒澤萌。娘婿は歌手の松岡充（SOPHIA）。

## 略歴
- 1964年 - 劇団日本児童に所属し、子役として活動を開始。
- 1966年 ‐ 内藤洋子主演の「あこがれ」で、内藤の少女時代を演じる。
- 1967年 - NHK連続テレビ小説『旅路』でデビュー。子役時代は劇団いろはに所属。
- 1971年 - 特撮『仮面ライダー』（毎日放送）24・25話にテニス少女役で出演。
- 1972年 - 特撮時代劇『変身忍者 嵐』（毎日放送）に少女くノ一カスミ役で出演したが、途中降板。
- 1973年 - フジテレビ『君こそスターだ!』第一回グランドチャンピオン受賞。
- 1974年 - シングル「ほほえみ」でキャニオンレコードから歌手デビュー。
- 1980年4月 - 黒澤久雄と2年半の交際期間を経て結婚。結婚後は主婦タレントとして毒舌キャラでテレビ番組などに出演した[1]。
- 2003年6月24日 - 黒澤と離婚。以降は現在に至るまで独身を貫いている。
- 2007年 - カラオケサロン「ラブリー寛寛」をオープン。
- 2019年 - 浜田勇樹とユニット“Snow Valley”を結成。1stシングルをリリース。

## 人物
- 両親ともに愛知県出身。母方の実家は名古屋で代々宮大工をしていた[2]。

## 出演

### テレビドラマ
- 忍者部隊月光 第100,101話「シャドウ作戦・前,後篇」（1965年、フジテレビ） - 江利子 役
- 連続テレビ小説（NHK総合）
  - 旅路（1967年4月 - 1968年3月）
  - 繭子ひとり（1971年4月 - 1972年4月）
- 競作女優シリーズ2 レモンのような女 第5話「夏の香り」（1967年6月7日、TBS）
- コメットさん（1967年7月 - 1968年12月、TBS）※初代九重佑三子版・ゲスト出演多数
- 東芝日曜劇場（TBS）
  - 第571回「わかれ」（1967年11月19日、HBC）
  - 第623回「女房の眼鏡」（1968年11月17日、HBC）
- 孤独のメス 第12話（1969年、TBS）
- 大河ドラマ（NHK総合）
  - 樅ノ木は残った（1970年） - 亀千代君毒殺未遂の一報を伝える「部屋子」役
  - 春の坂道（1971年） - やなぎ 役
  - 国盗り物語（1973年） - たま 役
- 鬼平犯科帳 第1シリーズ （1970年、NET・東宝）第59話「おっ母ァ、すまねえ」‐ おぬいの子供時代 役
- おれは男だ! 第21話「花嫁候補生に敬礼!」（1971年、日本テレビ）
- 仮面ライダー 第24話「猛毒怪人キノコモルグの出撃!」、第25話「キノコモルグを倒せ！」（1971年、毎日放送・東映）- 小泉キミ子 役（オープニングクレジットは林宏子）
- 太陽の恋人（1971年、NET）
- 花は花よめ（1971年、日本テレビ）
- 好き! すき!! 魔女先生 第5話「いじっぱりハモニカさん」（1971年、朝日放送）
- すし屋のケンちゃん 第37話（1971年3月 - 1972年2月、TBS） - 七浦かすみ（少女歌手） 役
- 変身忍者 嵐 第1話「猛襲!! 怪魚忍者毒うつぼ」 - 第32話「妖怪三十一面相!!」（1972年、毎日放送・東映） - カスミ 役
- 新・坊っちゃん（1975年、NHK総合）
- あがり一丁!（1976年、日本テレビ） - 君子 役
- 銭形平次（フジテレビ・東映）第469話「謎の脅迫状」 - 第517話「江戸にふる雨なみだ恋」（1975年 - 1976年） - おちよ 役
- 初笑いオールスター大行進（1977年1月1日、朝日放送）
- 特捜最前線 第19話「亜矢子・十七才の哀歌」（1977年、テレビ朝日・東映） - 亜矢子 役
- 飛べ!孫悟空（1977年、TBS）
- がんばれ!レッドビッキーズ（1978年、テレビ朝日） - 江咲令子 役
- 柳生一族の陰謀 第38話「十兵衛を殺せ」（1978年、関西テレビ） - 天草四郎時貞 役
- めでためでたの初夢道中（1979年1月1日、NHK総合）
- 土曜ワイド劇場（テレビ朝日）
  - 蝶たちは今…冥土からの手紙 死者からの電話（1979年7月14日）
  - 青いカラス連続殺人 女の肌を焼く恨みの炎!（1986年7月19日） - 吉野奈穂子 役
- 手錠をかけろ! 第1話「ペンフレンド狙撃事件 函館」（1979年、フジテレビ）
- おんな風林火山 第1話「7歳の幼な妻」 - 第4話「波瑠姫、無惨!」（1986年、TBS） - 波瑠姫 役
- 現代恐怖サスペンス ホラー・ペンション 女たちの好奇心（1987年8月10日、関西テレビ）
- いまどきの姑（1987年、東海テレビ）
- ドラマ・女の四季「交換結婚」（1987年11月2日、テレビ東京）
- ときめきざかり 第7話「恋もネットワークも爆発寸前!?」（1988年、フジテレビ）
- ザ・ドラマチックナイト「不倫の恋も恋は恋」（1988年2月19日、フジテレビ）
- OH!キッチン家族（1988年、テレビ東京）
- イマジン（2000年、フジテレビ）
  - 第1話「私はママの召し使いじゃない」
  - 第2話「会えない男なんていらない!」
- 月曜ドラマスペシャル 税務調査官・窓際太郎の事件簿5（2000年7月3日、TBS）
- 2002年度人権教育啓発映画ストーリー公募作品 ラブレター（2003年3月27日、朝日放送）
- 火曜サスペンス劇場 警視庁鑑識班18 吊り死体に劇薬の痕跡!（2005年2月1日、日本テレビ）
- 月曜ミステリー劇場 世直し公務員ザ・公証人5（2005年4月18日、TBS） - 千佳 役
- 水曜ミステリー9（テレビ東京）
  - 信濃のコロンボ事件ファイル8 アリスの騎士 伝説のわらべ唄殺人事件（2005年5月18日） - 房江 役
- 京都地検の女2 第6話「介護する女の微笑!宝くじ1億円遺産の行方!!」（2005年、テレビ朝日）
- ウルトラマンメビウス（2007年、CBC） - クゼ・ケイコ 役

### その他の番組
- 象印クイズ ヒントでピント（テレビ朝日、1979年7月1日（第17回）、女性軍4枠代理）
- 夜のヒットスタジオ（フジテレビ）
- 8時だョ!全員集合（TBS）
- プライムテレビショッピング
- 三枝の愛ラブ!爆笑クリニック（関西テレビ）
- 土曜大好き!830（関西テレビ、1990年4月 - 1991年12月）
- OH!キッチン家族（テレビ東京）
- 食卓の大冒険（朝日放送）
- 目撃!ドキュン（テレビ朝日） - 崖っぷち人生のコメンテーターとしてレギュラー出演

### 配信ドラマ
- 仮面ライダーBLACK SUN（2022年10月28日、Amazon Prime Video） - 高架下住人 役

### 映画
- うず潮（1964年11月22日、日活映画、監督：斎藤武市） - 行商人の娘・ユカリ 役
- 大日本チャンバラ伝（1965年4月21日、日活映画、監督：吉村廉）- 中村キンカンの娘・お染 役
- あこがれ（1966年10月1日、監督：恩地日出夫） - 主人公・西沢信子の少女時代 役
- 変身忍者 嵐（1972年7月16日、東映、監督：内田一作）
- 青春讃歌 暴力学園大革命（1975年6月7日、東映東京、監督：内藤誠）
- 恋の空中ぶらんこ（1976年12月25日、東宝映画、監督：松林宗恵） - 村田千草 役
- 男はつらいよ 寅次郎春の夢（1979年12月28日、松竹映画、監督：山田洋次） - 高井めぐみ 役
- GOING WEST 西へ…（1997年10月18日、Mukai Production、監督：向井寛）

### CM
- シオノギ製薬「新ポポンS錠」
- デンソー トヨタカーエアコン
- ニチレイ 冷凍食品
- ハウス食品「むぎ茶」
- サッポロ飲料（現・ポッカサッポロフード&ビバレッジ）「リボンシトロン」（長嶋茂雄と共演）
- サラヤ「ヤシノミ洗剤」「ラカント」
- グリコ乳業「プッチンプリン」
- グリコ「クリームコロン」
- 花王石鹸「カオーフェザーエッセンシャルシャンプー・リンス」
- クボタ田植機

### ラジオ
- 林寛子のラブリーアイランド（八王子エフエム・Tokyo Star Radio。月曜日22時台に生放送）
- 寛子とSHIGEの部屋（同上。日曜日21時台に生放送）

## ディスコグラフィ

### シングル
| #                        | 発売日               | 曲順                 | タイトル                 | 作詞                 | 作曲                 | 編曲                 | オリコン 最高位      | 規格品番             |
| キャニオン・レコード     | キャニオン・レコード | キャニオン・レコード | キャニオン・レコード     | キャニオン・レコード | キャニオン・レコード | キャニオン・レコード | キャニオン・レコード | キャニオン・レコード |
| ------------------------ | -------------------- | -------------------- | ------------------------ | -------------------- | -------------------- | -------------------- | -------------------- | -------------------- |
| 1                        | 1974年 3月25日       | A面                  | ほほえみ                 | 千家和也             | 鈴木邦彦             | 竜崎孝路             | 33位                 | A-208                |
| 1                        | 1974年 3月25日       | B面                  | 春の乙女                 | 千家和也             | 鈴木邦彦             | 竜崎孝路             | 33位                 | A-208                |
| 2                        | 1974年 6月25日       | A面                  | 昼下がりの夢             | 千家和也             | 鈴木邦彦             | 竜崎孝路             | 71位                 | A-221                |
| 2                        | 1974年 6月25日       | B面                  | ふたりは友達             | 千家和也             | 鈴木邦彦             | 竜崎孝路             | 71位                 | A-221                |
| 3                        | 1974年 9月25日       | A面                  | 仮病が上手な男の子       | 千家和也             | 鈴木邦彦             | 竜崎孝路             | 70位                 | A-233                |
| 3                        | 1974年 9月25日       | B面                  | お姉さん                 | 千家和也             | 鈴木邦彦             | 竜崎孝路             | 70位                 | A-233                |
| 4                        | 1975年 1月10日       | A面                  | 白い窓辺                 | 有馬三恵子           | 森田公一             | 馬飼野康二           | -                    | A-244                |
| 4                        | 1975年 1月10日       | B面                  | 愛の子守唄               | 有馬三恵子           | 森田公一             | 馬飼野康二           | -                    | A-244                |
| 5                        | 1975年 5月10日       | A面                  | 日暮れどき               | 宮下康仁             | 井上忠夫             | 竜崎孝路             | -                    | A-259                |
| 5                        | 1975年 5月10日       | B面                  | 夕月白く                 | 阿久悠               | 三木たかし           | 三木たかし           | -                    | A-259                |
| 6                        | 1975年 9月10日       | A面                  | 素敵なラブリーボーイ     | 千家和也             | 穂口雄右             | 穂口雄右             | 31位                 | A-280                |
| 6                        | 1975年 9月10日       | B面                  | 何故あなたは             | 千家和也             | 穂口雄右             | 穂口雄右             | 31位                 | A-280                |
| 7                        | 1976年 1月10日       | A面                  | カモン・ベイビー         | 千家和也             | 穂口雄右             | 竜崎孝路             | 51位                 | A-291                |
| 7                        | 1976年 1月10日       | B面                  | どうしてもサヨナラを     | 千家和也             | 穂口雄右             | 竜崎孝路             | 51位                 | A-291                |
| 8                        | 1976年 3月25日       | A面                  | 危険がいっぱい           | 片桐和子             | 平尾昌晃             | 馬飼野俊一           | 61位                 | A-301                |
| 8                        | 1976年 3月25日       | B面                  | 愛の草原                 | 片桐和子             | 平尾昌晃             | 馬飼野俊一           | 61位                 | A-301                |
| 9                        | 1976年 8月10日       | A面                  | 気になるあいつ!          | 千家和也             | 川上了               | 川上了               | 88位                 | C-12                 |
| 9                        | 1976年 8月10日       | B面                  | 愛のほか何もない         | 千家和也             | 川上了               | 川上了               | 88位                 | C-12                 |
| 10                       | 1977年 1月25日       | A面                  | 私がブルーにそまるとき   | 阿久悠               | 大野克夫             | 大野克夫             | 67位                 | C-34                 |
| 10                       | 1977年 1月25日       | B面                  | マドモアゼル             | 阿久悠               | 大野克夫             | 大野克夫             | 67位                 | C-34                 |
| 11                       | 1977年 4月25日       | A面                  | 恋はお伽話じゃないから   | 森雪之丞             | 佐瀬寿一             | あかのたちお         | -                    | C-44                 |
| 11                       | 1977年 4月25日       | B面                  | アリスのように           | 麻生香太郎           | 井上忠夫             | あかのたちお         | -                    | C-44                 |
| 12                       | 1977年 8月25日       | A面                  | マリオネット             | 石原信一             | 長戸大幸             | 長戸大幸             | -                    | C-64                 |
| 12                       | 1977年 8月25日       | B面                  | サスペンス               | 石原信一             | 長戸大幸             | 長戸大幸             | -                    | C-64                 |
| 13                       | 1978年 8月21日       | A面                  | 50・50                   | 藤公之介             | 森田公一             | 小川よしあき         | -                    | C-111                |
| 13                       | 1978年 8月21日       | B面                  | 季節風                   | 藤公之介             | 岩久茂               | 竜崎孝路             | -                    | C-111                |
| ガウスエンタテインメント |                      |                      |                          |                      |                      |                      |                      |                      |
| 14                       | 2003年 11月21日      | 01                   | 晴れのち曇りそして秋     | 荒木とよひさ         | 荒木とよひさ         | 若草恵               | -                    | GRCE-27              |
| 14                       | 2003年 11月21日      | 02                   | ジェルソミーナの歩いた道 | 門谷憲二             | 丹羽応樹             | 若草恵               | -                    | GRCE-27              |

### アルバム

#### ベスト・アルバム
1. 林寛子 オリジナル・ベスト・コレクション（1976年11月／AF-6004）
2. フォーエバー・アイドル・ベストシリーズ 林寛子（1989年8月21日／D27A-1044）
3. Myこれ!クション 林寛子 BEST（2001年11月7日／PCCA-01580）
4. 林寛子 SINGLES コンプリート（2007年7月18日／PCCA-2496）
5. 日暮れどき + シングルコレクション（2008年7月16日／PCCS-00034）
6. My これ! Liteシリーズ 林寛子（2010年4月21日／PCCS-00115）

#### ライブ・アルバム
1. LIVE! SWEET SEVENTEEN 林寛子バースディコンサート
  - 1976年10月16日・日比谷公会堂での模様を収録

### タイアップ曲
| 年     | 楽曲     | タイアップ                                 |
| ------ | -------- | ------------------------------------------ |
| 1975年 | 夕月白く | フジテレビ系テレビドラマ「銭形平次」挿入歌 |

### Snow Valley名義
1. 始まりは... Love is Over（作詞・作曲：仁井山征弘 / 編曲：篠田健）
2. 星空のレインボー（作詞：林寛子 / 作曲：仁井山征弘 / 編曲：篠田健）

## 著書
- 十六歳の私へ（1976年、ベストブック社）
- 白い砂時計 林寛子のうた（1976年、近代映画社）
- キャシーと寛子が月見草でいきいきやせた（1984年、リヨン社） - キャシー中島と共著 ISBN 978-4-57684-079-6
- 林寛子の今晩のおかずな〜に？（1993年、鎌倉書房） ISBN 978-4-30800-569-1
- いつも元気をくれる人（1994年、三笠書房） ISBN 978-4-83791-575-1
- 贅沢な離婚（2003年、光文社） ISBN 978-4-33497-420-6
- 林寛子 トレジャーBOX（2021年、復刊ドットコム） - 監修 ISBN 978-4-83545-840-3